# UC-36号潜艇
陛下之UC-36号艇是德意志帝国海军于第一次世界大战期间建造的其中一艘UC-II型近岸布雷潜艇或称U艇。它由汉堡的布洛姆与福斯船厂承建，于1916年6月5日新船下水，至同年10月10日交付使用。其全长50.35米，水面及水下排水量分别为427吨和509吨，艇载武器则包括三具鱼雷发射管、六具水雷滑射槽以及一门88毫米口径甲板炮。UC-36号入役后曾被部署至驻比利时的佛兰德区舰队，并参与了大西洋潜艇战。通过其五次巡逻，共直接或间接击沉24艘协约国或中立国舰船，容积总吨累计为37367吨。1917年5月21日，UC-36号在英吉利海峡的韦桑岛附近遭法国轮船莫里哀号撞沉，艇内27名官兵全数阵亡。

## 设计
1915年秋天，由于中立国美国的干预，U艇战几乎陷入停顿，导致德国广泛开展《国际法》所允许的水雷战，从而使布雷潜艇的需求量相应增加。德意志帝国海军潜艇监察局（Inspektion des U-Bootwesens）的开发部门留意到了这一点，遂以UB-II型为基础，按照兼顾布雷效率和生产速度的要求，以41号工程的名义设计了UC-II型潜艇。为了弥补前型UC-I型的缺陷，UC-II型艇不仅更大，而且采用双轴推进系统。然而，与前型最主要的区别在于，UC-II型艇重新运用了双壳体结构。但它并非纯粹的双体潜艇，而是一种中间过渡型；因为外层没有封闭耐压壳体，而是作为鞍形水柜附在上方。
UC-36号是UC-II型方案的第二批次产品。其技术参数与前一批次大致相同，但体积稍大，全长为50.35米，并有3.65米的吃水深度；由于不再考虑铁路运输的装载限界，舷宽也有5.22米。其水上和水下排水量分别为427吨和509吨。艇只采用两台猛狮六缸四冲程600匹公制馬力（440千瓦特）柴油机用于水面运行，以及两台460匹公制馬力（340千瓦特）的BBC电动发电机用于水下航行；水面最高航速11.6節（21.5每小時），水下6.8節（12.6每小時）；能够在水面以7節（13每小時）航速续航10,180海里（18,850），或以4節（7.4每小時）连续在水下航行54海里（100）而无需充电。其潜没需时约为35秒，能够在50米的深度下运作。
作为布雷潜艇，UC-36号改将六具布雷滑射槽安装在艇体前部，每具储存井内的水雷数量为3枚，即合共18枚UC200型水雷。布雷时只需将存储井底部的盖板打开，水雷便可凭借自身重量滑入水中。随着滑射槽长度增加，艇体艏楼的上层建筑被抬高，上层建筑与司令塔之间的凹陷处布置了一门88毫米30倍径速射炮作为甲板炮。但由于位置相对较低，火炮甲板在恶劣海况下很容易被涌浪淹没。此外，UC-36号还装备有三具500毫米鱼雷发射管，这极大提升了潜艇的攻击能力。其中艇艏两具外置在两侧、艇艉一具则为内置式，并可搭载合共7枚G6型鱼雷。其标准船员编制为3名军官及23名水兵。

## 历史
1915年11月20日，在海军元帅阿尔弗雷德·冯·提尔皮茨的倡议下，国家海军办公室分别向三家德国造船厂合共增订15艘UC-II型潜艇。UC-36号因此成为汉堡布洛姆与福斯船厂承建的第二批次（UC-34至UC-39号）的三号艇，建造编号为277。它于1916年6月5日新船下水，至同年10月10日正式交付使用，随即展开海试。其首任暨唯一一任艇长是曾指挥UB-10和UC-4号的海军中尉古斯塔夫·布赫。完成海试后，该艇独力启程前往比利时的泽布吕赫，至1917年2月3日抵达并加入驻当地的佛兰德区舰队，成为海军佛兰德集团军的一份子。
在三个多月的佛兰德役期中，UC-36号参与了大西洋潜艇战，足迹遍及北海的霍夫登地区、英吉利海峡、加来周边以及欧迪耶讷湾等海域。通过其五次布雷及破交战巡逻，UC-36号合共击沉协约国或中立国的22艘商船和2艘辅助军舰，容积总吨累计为37367吨。其中，体积最大的受害者是注册吨位为4080吨的希腊轮船尼雷夫斯号（Nirefs），它于1917年6月14日从新奥尔良驶往勒阿弗尔途中，在距拉维埃耶对开约1.5海里（2.8）处触雷沉没，这也是由UC-36号致沉的最后一艘船。
1917年5月16日，UC-36号从布鲁日基地启航，前往英吉利海峡执行布雷任务，但再未归航。五天后，该艇在韦桑岛附近（48°42′N 5°14′W / 48.700°N 5.233°W）遭法国轮船莫里哀号（SS Molière）撞击后沉没，艇内27名官兵全数阵亡。

## 袭击历史摘要
| 日期          | 船名            | 船籍         | 吨位 | 结局 |
| ------------- | --------------- | ------------ | ---- | ---- |
| 1917年2月12日 | 韦斯特号        | 挪威         | 378  | 击沉 |
| 1917年3月17日 | 俄罗斯号        | 丹麦         | 1617 | 击沉 |
| 1917年3月19日 | 英格国王号      | 挪威         | 867  | 击沉 |
| 1917年3月19日 | 布罗德号        | 挪威         | 2363 | 击沉 |
| 1917年3月22日 | 福金号          | 挪威         | 1395 | 击沉 |
| 1917年3月24日 | 美国号          | 法國國家海軍 | 489  | 击沉 |
| 1917年3月25日 | 拜纳恩号        | 英国         | 3227 | 击沉 |
| 1917年3月25日 | 极星号          | 法國         | 33   | 击沉 |
| 1917年3月25日 | 莱昂廷号        | 法國         | 201  | 击沉 |
| 1917年4月23日 | 萨维奥号        | 義大利王國   | 1922 | 击沉 |
| 1917年4月24日 | 凯尼尔沃思号    | 英国         | 2735 | 击沉 |
| 1917年4月24日 | 神旨号          | 法國         | 272  | 击沉 |
| 1917年4月25日 | 伊龙代勒号      | 英国         | 1648 | 击沉 |
| 1917年4月27日 | 韦尔约号        | 挪威         | 1002 | 击沉 |
| 1917年4月28日 | 神鹫号          | 俄罗斯帝国   | 3565 | 击沉 |
| 1917年5月18日 | 坎伯韦尔号      | 英国         | 4078 | 击沉 |
| 1917年5月18日 | 埃尔福德号      | 英国         | 1739 | 击沉 |
| 1917年5月18日 | 勒克瑙号        | 英國皇家海軍 | 171  | 击沉 |
| 1917年5月20日 | 达纳号          | 英国         | 182  | 击沉 |
| 1917年5月20日 | 敏特捷号        | 英国         | 120  | 击沉 |
| 1917年5月20日 | 蒂茹卡号        | 巴西         | 2304 | 击沉 |
| 1917年5月21日 | 斐迪南·A号      | 法國         | 2062 | 击沉 |
| 1917年5月30日 | 科比特·伍道尔号 | 英国         | 917  | 击沉 |
| 1917年6月14日 | 尼雷夫斯号      | 希腊         | 4080 | 击沉 |

## 脚注
1. 1 2 3 4  Helgason, Guðmundur. . German and Austrian U-boats of World War I - Kaiserliche Marine - Uboat.net.   [2009-02-23].
2. ↑  Tarrant，第173頁.
3. ↑  Gröner 1991，第31–32頁.
4. 1 2  Helgason, Guðmundur. . German and Austrian U-boats of World War I - Kaiserliche Marine - Uboat.net.   [2015-02-16].
5. ↑  陈进，第48頁.
6. 1 2  Gröner 1991，第31-32頁.
7. ↑  陈进，第46頁.
8. ↑  Herzog，第139頁.
9. 1 2  NARS，第127頁.
10. 1 2  Helgason, Guðmundur. . German and Austrian U-boats of World War I - Kaiserliche Marine - Uboat.net.   [2015-02-16].
11. ↑  Helgason, Guðmundur. . German and Austrian U-boats of World War I - Kaiserliche Marine - Uboat.net.   [2022-08-31].
12. ↑  Bendert，第101頁.